# Azeliinae
Sous-famille
Les Azeliinae sont une sous-famille d'insectes diptères du sous-ordre des Brachycera (les Brachycera sont des mouches muscoïdes aux antennes courtes), de la famille des Muscidae.

## Liste des genres et tribus
Selon BioLib (4 mai 2019) :
- tribu Azeliini
  - genre Azelia Robineau-Desvoidy, 1830
  - genre Drymeia Meigen, 1826
  - genre Hydrotaea Robineau-Desvoidy, 1830
  - genre Potamia Robineau-Desvoidy, 1830
  - genre Thricops Rondani, 1856
- tribu Reinwardtiini
  - genre Brachygasterina Macquart, 1851
  - genre Callainireinwardtia Savage, 2009
  - genre Chaetagenia Malloch, 1928
  - genre Correntosia Malloch, 1934
  - genre Dalcyella Carvalho, 1989
  - genre Itatingamyia Albuquerque, 1979
  - genre Muscina Robineau-Desvoidy, 1830
  - genre Passeromyia Rodhain & Villeneuve, 1915
  - genre Philornis Meinert, 1890
  - genre Psilochaeta Stein, 1911
  - genre Reinwardtia Brauer & von Bergenstamm, 1890
  - genre Synthesiomyia Brauer & Bergenstamm, 1893

## Publication originale
- J. B. Robineau-Desvoidy, « Essai sur les Myodaires », Inconnu, Paris, Inconnu, vol. 2,‎ 1830, p. 1-813 (DOI 10.5962/BHL.TITLE.8552, lire en ligne).